# Colfax Corporation
Colfax Corporation är ett amerikanskt börsnoterat industriföretag, som bland annat tillverkar pumpar.  
Colfax grundades av bröderna Steven M. Rales och Mitchell Rales 1995. 
Det börsnoterades som en avknoppning från Danaher Corporation 2005.
Colfax Corporation köpte 2012 det brittiska Charter International, vilket i sin tur var ägare av svenska ESAB med 8500 anställda.  